# Roger Rouxel

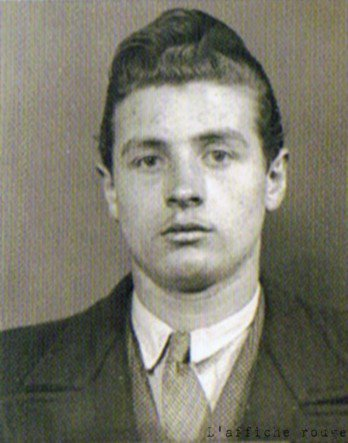
Roger Rouxel

Roger Rouxel (* 3. November 1925 in Paris; † 21. Februar 1944 am Mont Valérien) war ein französischer Widerstandskämpfer gegen den Nationalsozialismus, Mitglied der Partisanengruppe FTP-MOI und der Gruppe Manouchian.

## Leben
Roger Rouxel wurde 1925 als Sohn des Bauarbeiters Joseph und dessen Ehefrau Léa (geborene Carnet) in Paris geboren. Er wuchs in Vitry-sur-Seine auf, wo er auch die Schule besuchte. Anschließend erlernte er den Beruf des Metalldrehers und arbeitete in der Maschinenfabrik Texier-Dufort in Ivry-sur-Seine.
Im März 1943 schlug sein ehemaliger Schulfreund Robert Witchitz vor, sich dem Widerstand der „Francs-tireurs et partisans-Main-d'œuvre immigrée“ (FTP-MOI) anzuschließen. Rouxel nahm das Pseudonym Léon an und Stan unter dem italienischen Kommando. Schon am 13. März war er an einem Anschlag auf eine deutsche Autowerkstatt in der Rue Desaix in Paris beteiligt. Am 18. Mai führte er zusammen mit Eugène Martinelli eine Aufklärungsmission in Villejuif durch, am nächsten Tag warf Robert Witchitz eine Granate auf einen deutschen Bus. Am 15. warf Witchitz eine Granate auf eine von italienischen Soldaten besuchte Bar an der Ecke Rue de Hanovre/Rue de Choiseul in Paris. Bei dieser Aktion leistete Rouxel den bewaffneten Schutz. Am gleichen Abend erschoss Robert Witchitz in Begleitung von Rouxel ein Mitglied des Mouvement Franciste in Saint-Ouen-sur-Seine. Nachdem mehrere FTP-Mitglieder erschossen worden waren, töteten Rouxel und Witchitz als Reaktion darauf zu mehreren Attentaten gegen deutsche Soldaten.
Am 12. November trafen sich gegen 13 Uhr sieben Männer der FTP-MOI, darunter Roger Rouxel, in der Rue La Fayette. Die Gruppe wollte einen deutschen Geldtransporter-Wächter überfallen. Doch der Wachmann wurde von einem deutschen Soldaten begleitet. Witchitz und Rino Della Negra eröffneten das Feuer. Als Polizei und Feldgendarmerie eintrafen, kam es zu einer Schießerei. Der schwer verwundete Della-Negra wurde festgenommen; der verwundete Witchitz floh und wurde festgenommen. Inspektoren der Spezialbrigade Nr. 2 (BS2) verhafteten Antoine Salvadori und Cesare Luccarini noch am selben Tag, Georges Cloarec und Spartaco Fontanot am nächsten Tag und Roger Rouxel am 14. November.
Während des Verhörs durch die BS2 wurde Roger Rouxel wiederholt geschlagen. Er war einer der 24 Angeklagten, die am 18. Februar 1944 vor einem Gericht in Paris angeklagt wurden. Roger Rouxel wurde zum Tode verurteilt und am 21. Februar 1944 auf dem Mont Valérien zusammen mit 22 anderen Partisanen erschossen, darunter auch Missak Manouchian und Robert Witchitz. Sein Leichnam wurde der Familie übergeben und auf dem Friedhof von Ivry-sur-Seine beerdigt.

## Auszeichnungen
- 1947: Médaille de la Résistance (posthum verliehen)[2]